# Rasa Imanalijeva
Rasa Imanalijeva (Pakruojis, Lituania, 29 de enero de 1991) es una ex-delantera y actual árbitra de fútbol lituana internacional FIFA. Desde el 2017 dirige los partidos de la A Lyga.
Formó parte del Gintra Universitetas de la A Lyga. Ha sido la máxima goleadora de la liga en las temporadas 2008, 2009, 2010 y 2011.
Ha sido miembro de la selección nacional de Lituania.

## Torneos de selecciones
Ha arbitrado en los siguientes torneos de selecciones nacionales:
- Clasificatorios para el Campeonato Europeo Femenino Sub-17 de la UEFA 2017-18
- Clasificatorios para el Campeonato Europeo Femenino Sub-17 de la UEFA 2018-19
- Clasificación para el Campeonato Europeo Femenino Sub-19 de la UEFA 2019
- Clasificatorios para el Campeonato Europeo Femenino Sub-17 de la UEFA 2020
- Clasificación para la Eurocopa Femenina 2021

## Torneos de clubes
Ha arbitrado en los siguientes torneos internacionales de clubes:
- Liga de Campeones Femenina de la UEFA